# Guardians of the Galaxy Vol. 2
Guardians of the Galaxy Vol. 2 är en amerikansk superhjältefilm baserad på Marvel Comics superhjältegrupp Guardians of the Galaxy, producerad av Marvel Studios och distribuerad av Walt Disney Studios Motion Pictures. Det är uppföljaren till Guardians of the Galaxy från 2014 och den femtonde filmen i Marvel Cinematic Universe. Filmen är skriven och regisserad av James Gunn och med Chris Pratt, Zoë Saldaña, Dave Bautista, Vin Diesel, Bradley Cooper, Michael Rooker, Karen Gillan, Pom Klementieff, Elizabeth Debicki, Chris Sullivan, Sean Gunn, Sylvester Stallone och Kurt Russell i rollerna.
Filmen tillkännagavs officiellt på San Diego Comic-Con International 2014 innan biopremiären av den första filmen, och filmens titel avslöjades ett år senare i juni 2015. Filmen började spelas in i februari 2016 på Pinewood Atlanta Studios i Fayette County, Georgia, och avslutades i juni 2016.
Guardians of the Galaxy Vol. 2 hade biopremiär i Sverige den 26 april 2017 och i USA den 5 maj samma år, i både 3D och IMAX 3D.

## Handling
Filmen utspelar sig cirka två till tre månader efter den första filmen. Guardians of the Galaxy reser över hela kosmos och hjälper Peter Quill att ta reda på sin sanna härkomst.

## Rollista (i urval)
- Chris Pratt – Peter Quill / Star-Lord
- Zoe Saldana – Gamora
- Dave Bautista – Drax the Destroyer
- Vin Diesel – Baby Groot (röst)
- Bradley Cooper – Rocket Raccoon (röst)
- Michael Rooker – Yondu Udonta
- Karen Gillan – Nebula
- Pom Klementieff – Mantis
- Sylvester Stallone – Stakar Ogord
- Kurt Russell – Ego
- Elizabeth Debicki – Ayesha
- Chris Sullivan – Taserface
- Sean Gunn – Kraglin Obfonteri
- Tommy Flanagan – Tullk
- Laura Haddock – Meredith Quill
- Evan Jones – Retch
- Joe Fria – Oblo
- Terence Rosemore – Narblik
- Jimmy Urine – Halfnut
- Stephen Blackehart – Brahl
- Steve Agee – Gef
- Rob Zombie – Unseen Ravager
- Seth Green – Howard the Duck (röst)
- Michael Rosenbaum –  Martinex T'Naga
- Ving Rhames – Charlie-27
- Michelle Yeoh – Aleta Ogord
- Miley Cyrus – Mainframe (röst)
- Gregg Henry – Peter Quills morfar
- Jeff Goldblum – Grandmaster (cameo)
- David Hasselhoff – Sig själv (cameo)
- Stan Lee – Astronaut (cameo)

## Uppföljare
I mars 2017 uppgav Gunn att det skulle finnas en tredje film "självklart. Vi försöker ta reda på det." Följande månad meddelade Gunn att han skulle återvända för att skriva och regissera Guardians of the Galaxy Vol. 3.
Men i juli 2018 bröt Disney band med Gunn efter upptäckten av gamla, kontroversiella tweets från Gunn. Pratt, Saldana, Bautista, Cooper, Diesel, Sean Gunn, Klementieff, Rooker och Gillan utfärdade ett uttalande till stöd för Gunn. I mars 2019 ändrade Disney och Marvel Studios sig och återinsatte Gunn som regissör. Vid San Diego Comic-Con 2019 bekräftade Feige att uppföljaren är under utveckling.